# À la guerre comme à la guerre (film, 1972)
Pour les articles homonymes, voir À la guerre comme à la guerre.
Pour plus de détails, voir Fiche technique et Distribution.
À la guerre comme à la guerre est un film franco-germano-italien réalisé par Bernard Borderie, sorti en 1972.

## Synopsis
Les aventures amoureuses et guerrières de Franz, un jeune officier de hussards, au début de la Première Guerre mondiale.

## Fiche technique
- Titre original : À la guerre comme à la guerre
- Réalisation : Bernard Borderie
- Scénario : Bernard Borderie, Francis Cosne, Claude Brulé, d'après un roman d'Alexander Lernet-Holenia
- Décors : Willy Schatz
- Costumes : Rosine Delamare
- Photographie : Daniel Gaudry
- Son : Antoine Petitjean
- Montage : Christian Gaudin
- Musique : Gérard Calvi
- Production : Francis Cosne
- Sociétés de production : 
  - France : Universal Productions France, Francos Films
  - Italie : Terza Film, Sancrosiap
  - Allemagne : Corona Filmproduktion GmbH
- Société de distribution : Cinema International Corporation
- Pays de production :  France,  Italie,  Allemagne de l'Ouest
- Langue originale : français
- Format : couleur — 35 mm — 1,85:1 — son Mono
- Genre : Comédie, aventures
- Durée : 90 minutes
- Date de sortie : 
  - France : 5 juillet 1972
- Affiche : Clément Hurel (France)

## Distribution
- Leonard Whiting : Franz Keller
- Curd Jürgens : le général russe
- Marianne Comtell : Adeline
- Sylvie Fennec : Claire
- Silvia Dionisio : Duschka
- Herbert Fux : Lawrientieff
- Ivo Garrani : Lubianski
- Kurt Heintel : Jacob
- Helmuth Schneider : Général von Klapwitz
- Simone Rethel : Sissi
- Heinrich Schweiger : Pavel
- Louis Velle : Narrateur